# Polona Batagelj
Polona Batagelj (Šempeter pri Gorici, 7 giugno 1989) è un'ex ciclista su strada slovena, attiva tra le Elite dal 2008 al 2018 e undici volte campionessa nazionale, nove in linea e due a cronometro.

## Carriera
Polona Batagelj debutta tra le Elite UCI con la Bizkaia-Durango nel 2010, anno in cui vince il campionato nazionale in linea; questo successo fu il primo dei nove consecutivi ottenuti. Vinse inoltre anche due titoli nazionali a cronometro (2014 e 2015). Tuttavia, fuori dai confini sloveni, non ottenne alcun altro successo; degni di nota sono alcuni piazzamenti come il quarto posto al Giro dell'Emilia 2017 e il sesto posto alla Route de France 2015, e la partecipazione ai Giochi olimpici di Londra 2012 e Rio de Janeiro 2016. 

## Palmarès
- 2010 (Bizkaia-Durango, una vittoria)

Campionati sloveni, Prova in linea
- 2011 (Bizkaia-Durango, una vittoria)

Campionati sloveni, Prova in linea
- 2012 (Diadora, una vittoria)

Campionati sloveni, Prova in linea
- 2013 (Bizkaia-Durango, una vittoria)

Campionati sloveni, Prova in linea
- 2014 (BTC City Ljubljana, due vittorie)

Campionati sloveni, Prova in linea
Campionati sloveni, Prova a cronometro
- 2015 (BTC City Ljubljana, due vittorie)

Campionati sloveni, Prova in linea
Campionati sloveni, Prova a cronometro
- 2016 (BTC City Ljubljana, una vittoria)

Campionati sloveni, Prova in linea
- 2017 (BTC City Ljubljana, una vittoria)

Campionati sloveni, Prova in linea
- 2018 (BTC City Ljubljana, una vittoria)

Campionati sloveni, Prova in linea

## Piazzamenti

### Grandi Giri
- Giro Rosa

2010: 24ª
2011: 21ª
2013: 62ª
2014: 47ª
2015: 15ª
2016: 22ª
2017: 22ª
2018: 35ª

### Competizioni mondiali
- Campionati del mondo

Varese 2008 - Cronometro Elite: 43ª
Varese 2008 - In linea Elite: ritirata
Mendrisio 2009 - Cronometro Elite: 40ª
Mendrisio 2009 - In linea Elite: ritirata
Geelong 2010 - In linea Elite: 44ª
Copenaghen 2011 - In linea Elite: 41ª
Limburgo 2012 - In linea Elite: ritirata
Firenze 2013 - In linea Elite: ritirata
Ponferrada 2014 - Cronosquadre Elite: 8ª
Ponferrada 2014 - In linea Elite: 57ª
Richmond 2015 - Cronosquadre Elite: 8ª
Richmond 2015 - In linea Elite: 57ª
Doha 2016 - Cronosquadre Elite: 7ª
Doha 2016 - In linea Elite: 27ª
Bergen 2017 - Cronosquadre Elite: 7ª
Bergen 2017 - In linea Elite: 27ª
Innsbruck 2018 - Cronosquadre Elite: 7ª
Innsbruck 2018 - In linea Elite: 30ª
- Giochi olimpici

Londra 2012 - In linea: 22ª
Rio de Janeiro 2016 - In linea: 32ª

### Competizioni europee
- Campionati europei

Plumelec 2016 - In linea Elite: 32ª
Herning 2017 - In linea Elite: 32ª
Glasgow 2018 - In linea Elite: 27ª